# Liste jüdischer Friedhöfe in der Republik Moldau
Die Liste der jüdischen Friedhöfe in der Republik Moldau gibt einen Überblick zu jüdischen Friedhöfen in der Republik Moldau. Die Liste erhebt keinen Anspruch auf Vollständigkeit. Die Sortierung erfolgt alphabetisch nach den Ortsnamen.

## Liste der Friedhöfe
| Bezeichnung                       | Bild           | Ort                              | Weitere Informationen                                                                                       |
| --------------------------------- | -------------- | -------------------------------- | --- |
| Jüdischer Friedhof (Bălți)        | weitere Bilder | Bălți (Lage)                     | siehe |
| Jüdischer Friedhof (Briceni)      | weitere Bilder | Briceni (Lage)                   | siehe |
| Jüdischer Friedhof (Briceva)      | weitere Bilder | Tîrnova, Ortsteil Briceva (Lage) | siehe |
| Jüdischer Friedhof (Chișinău)     | weitere Bilder | Chișinău (Lage)                  | siehe und                                                                                                   |
| Jüdischer Friedhof (Dubăsari)     | weitere Bilder | Dubăsari (Lage)                  | siehe und                                                                                                   |
| Jüdischer Friedhof (Florești)     |                | Florești (Lage)                  | siehe und                                                                                                   |
| Jüdischer Friedhof (Hîncești)     | weitere Bilder | Hîncești (Lage)                  | siehe |
| Jüdischer Friedhof (Mărculești)   | weitere Bilder | Mărculești (Lage)                | siehe |
| Jüdischer Friedhof (Orhei)        |                | Orhei                            | siehe und                                                                                                   |
| Jüdischer Friedhof (Otaci)        |                | Otaci                            | |
| Jüdischer Friedhof (Soroca)       |                | Soroca                           | siehe und                                                                                                   |
| Jüdischer Friedhof (Vadul-Rașcov) | weitere Bilder | Vadul-Rașcov (Lage)              | siehe |
| Jüdischer Friedhof (Zgurița)      | weitere Bilder | Zgurița                          | siehe Jewish cemetery in Zguriţa, Moldova auf cja.huji.ac.il; Zguritsa. Jewish Cemetery auf jewishmemory.md |